# Outfit7
Outfit7 Limited (sencillamente Outfit7, estilizado como OUTFiT7; anteriormente OÜtFit7) es una compañía de desarrollo eslovena que creó Talking Tom & Friends.

## Historia
Talking Tom & Friends lograron 300 millones de descargas 19 meses después de su lanzamiento. La franquicia de la aplicación luego pasó a llegar a mil millones de descargas en junio de 2013. Talking Tom & Friends y aplicaciones de Amigos han sido descargados más de 230 países y territorios en todo el mundo, de Corea del Sur a Ciudad de Vaticano.
OutFit7 ahora está liberando YouTube, una serie de web animada, mercancía y un pronto para ser serie animada liberada.

## Desarrollo
En 2009 un grupo de ocho empresarios decidió que quisieron crear aplicaciones de diversión única y formados Outfit7. El arquitecto detrás de Talking Tom, el director de Outfit7 y cofundador de sesión, anteriormente trabajado para el portal de motor de búsqueda esloveno.

## Productos

### Talking Tom & Friends

#### Aplicaciones
- Talking Tom
- Talking Ben
- Talking Tom 2
- Talking Tom & Ben News
- Talking Pierre
- Cartas de amor de Talking Tom
- Tom ama a Angela
- Talking Ginger
- Talking Angela
- Talking Ginger 2
- Mi Talking Tom
- Mi Talking Angela
- Talking Tom Jetski
- Talking Tom Bubble Shooter
- Talking Tom: ¡A por el oro!
- Mi Talking Hank
- Talking Tom Camp
- Talking Tom Pool
- Talking Tom Jetski 2
- Talking Tom Candy Run
- Mi Talking Tom 2
- Talking Tom Hero Dash
- Mi Talking Tom: Amigos
- Mi Talking Angela 2
- Talking Tom Time Rush
- Talking Tom Blast Park
- Talking Ben AI
- Mi Talking Hank: Islas
- Talking Tom & Friends: World

#### Series Animadas
- Talking Friends (2012)
- Talking Tom Cortos (2014-presente)
- Talking Tom and Friends (2014-2021)
- Talking Tom and Friends Minis (2015-2018)
- Talking Tom Heroes (2019-2021)
- Talking Tom Heroes: Suddenly Super (2025)

### Otras aplicaciones
- Firefly Hero
- Swamp Attack
- Jigty Jigsaw Puzzles
- Tiki Tag
- Disco Ant
- Jigty Jelly
- Swamp Attack 2
- Mythic Legends

## Spin-offs

### Logros de vídeo
Talking Tom and Friends hicieron su debut musical en 2012 con un dúo entre Tom y Angela llamó ‘You Get Me'. Creado en la sociedad con Walt Disney Records/Hollywood Records, el vídeo ha recibido más de 280 millones de vistas en YouTube en mayo de 2016. Talking Angela también ha grabado su primera canción de solo llamó ‘That's Falling in Love'.

### Web-Serie Animada Basada
Outfit7, en sociedad con Disney Interactive, lanzó una web-serie animada basada en Talking Friends basado en Talking Tom and Friend's Antics.

### Logotipos

2011-2014
2018-2021 (usado junto con el logo de 2021)